# 广东碧桂园学校
广东碧桂园学校（英語：Guangdong Country Garden School）是位于广东省佛山市顺德区碧桂园社区内的一所非公立的全寄宿制学校。学校拥有学生四千名和教职员千余人，提供从幼儿园到大学预科的IB國際文憑教育课程和初中到高中的国内课程,以及IGCSE和AP项目的高中课程。

## 学校概况
广东碧桂园学校是由碧桂园物业发展有限公司所投资，于1993年12月动工兴建。1994年2月28日，学校开始正式招生。1994年9月4日，学校正式开学。2001年9月，在原高中部的基础上成立国际部。2005年，碧桂园学校改制为IB国际学校，并成为国际文凭组织（IBO）的成员。2022年,学校获得WASC以及CIS认证。
环境概述
学校占地近20万㎡，教学大楼、实验大楼、青少年宫、歌剧院等围绕星月山布局，环境优美，设施一流，是广东省一级学校、广东省绿色学校。有400米和200米2个塑胶运动场，有总面积近2万㎡的标准PU篮球场、排球场以及羽毛球场，有2400㎡的综合体育馆、25×50m和25×10m两个室内恒温游泳馆。有102间独立钢琴房、6间专业舞蹈教室、3间书法室、15间视觉艺术室、9间音乐室、2间合唱室、2间戏剧室。有藏书近20万册的幼儿园、小学、初中、高中四大图书馆。有化石博物馆、山顶天文台、星月田园劳动基地、地理园。有涵括12个场景的英语村，有探险广场（400米WeTop）、珠峰攀岩墙、高空溜索、巅峰广场（高低空项目）四块拓展专用场地。
课程项目 
学校主体开展国际化教育，实施PYP、MYP、DP、IGCSE、A-level、AP六大国际项目，囊括主流国际课程，融通中外教育精华。是中国内地率先同时实施IB三大项目PYP、MYP、DP的学校；是CAIE原华南地区联盟三大执委之一，曾是华南地区第一家剑桥合作伙伴；是华南地区最早获得AP Capstone授权的两所学校之一。学校同时实施中国国家课程普通高中教育。
- 幼儿园和小学：PYP
- 初中：MYP
- 高中：MYP、IGCSE、DP、A-level、AP、普高

校领导 
- 校长：程晋升
- 副校长：陈亮，张龙，莫铁军，李立